# Zoumahiri
Zoumahiri, également orthographié Soumaïri, est une commune rurale située dans le département de Samorogouan de la province de Kénédougou dans la région des Hauts-Bassins au Burkina Faso.

## Géographie
Zoumahiri – dont le nom en sénoufo signifie « on appelle personne » – est situé en pays sénoufo, à 45 km au nord de Samorogouan et à 5 km au nord-ouest de Kongolikoro. Le village est constitué de trois grands quartiers : Korsogo, Soma et Forobassi tandis que les lieux-dits de brousse sont Gnanohora, Koko et Kouloukoro. Le marigot du village est appelé Dou Gnigué.
Le village regroupe des personnes des ethnies Sénoufos, Dafings ou Marka, Peuls et Minianka.

## Administration
Dépendant sur le plan administratif du maire de Samorogouan (où le village a deux conseillers administratifs) dans ses rapports à l'État et pour l'organisation des services publics, le village de Zoumahiri répond également à une chefferie traditionnelle tenue par le chef coutumier (Koulfo) qui assure le respect et l'adoration des lieux sacrés et le chef du village (Kanhafolo) qui l'administre localement. Cette chefferie est transmise de manière patrilinéaire au sein de la famille Barro et passe à l'homme le plus âgé dans la grande famille paternelle de l'ancien chef à sa mort ; les généalogies sont pour les chefs koulfo : Karfa, Omar, Issa et Siaka Barro ; et pour les chefs kanhafolo : Woto, Sitiogo, Yawaga, Adama, Drissa, Madou, Saden et Issa Barro.

## Économie
L'économie de la commune repose sur l'agriculture de subsistance (mil, maïs, sorgho, haricot, arachides) ainsi que sur la culture de rente du coton depuis 1970. Zoumahiri a six Groupements de producteurs de coton (les GPCs Faso yiriwa, Kunadi, la Paix, Sababougnouman, Pegdwendé et Badenya) dans le village ainsi qu'une association de femmes. L'élevage (bœufs, chèvres, moutons, volailles) est aussi pratiqué.

## Santé et éducation
Le centre de soins le plus proche de Zoumahiri est le centre de santé et de promotion sociale (CSPS) de Kongolikoro,. En plus des petits puits individuels, il y a trois forages dans le village et un puits à grand diamètre (réalisé par l'État en 1984).
Il n'existe pas de centre d'alphabétisation à Zoumahiri, mais seulement une école primaire publique de trois classes ouverte en 2002 dans le quartier Forobassi. Les élèves voulant poursuivre leur instruction doivent aller à Samorogouan.

## Religion
Historiquement de religion traditionnelle reposant sur le fétichisme, il n'existe plus de pratiques et d'adoration de fétiches ni de lieux sacrés dans le village – ce qui est relativement rare dans cette région du Burkina Faso. L'islam sunnite est la seule religion pratiquée à Zoumahiri avec deux mosquées situées dans les quartiers Forobassi et Korsogo.